# Ernest Courtot de Cissey
Ernest Louis Courtot de Cissey [ejtsd: örneszt lui kurtó dö szisszé] (Párizs, 1811. szeptember 12. – Párizs, 1882. június 15.) francia tábornok, politikus, szenátor. 1874–75 között a Harmadik Köztársaság 3. miniszterelnöke, 1871–73 és 1874–76 között hadügyminisztere.

## Életútja
Louis Nicolas Davout marsall unokaöccse, a La Flèche-i katonai középiskolában, majd a Saint-Cyr Katonai Akadémián tanult. 1832-ben hadnagy, 1839-ben kapitány. Részt vett a gyarmatosító harcokban Afrikában, harcolt az algériai Constantine bevételénél, és 1844-ben az isly-i csatában (Oued Isly mellett, Marokkó és Algéria határvidékén). Ezredesként végigharcolta a krími hadjáratot. 1863-ban III. Napóleon császár hadosztályparancsnokká léptette elő. 
Az 1870-es porosz–francia háború kitörésekor az 1. hadosztály parancsnoka volt, Ladmirault tábornok 4. hadtestében. Később Gustav von Stiehle porosz tábornokkal megállapodott a metzi kapituláció feltételeiben, majd hadifogolyként Németországba került. 
A frankfurti béke aláírása után visszatért Franciaországba és belépett a versailles-i kormány hadseregébe, amely Mac-Mahon parancsnoksága alatt állt, és a kommün lázadásának leverésére készült. Cissey vezette az ostromot Párizs déli külvárosai ellen. 1871. május 22-én benyomult a városba, és hatalmába kerítette a Szajna bal partján fekvő városrészeket. 
A február 8-ai választások alkalmával beválasztották a nemzetgyűlésbe, június 6-án pedig Adolphe Thiers elnök hadügyminiszterré nevezte ki, e tisztségében nagy aktivitást fejtett ki. Amikor Thiers lemondott, Cissey is visszalépett (1873. május 24.). Ekkor Mac-Mahon elnök kinevezte őt a Tours-ban állomásozó 9. hadtest parancsnokává. A konzervatív Broglie kormányának bukása után 1874. május 22-én Mac-Mahon Cissey-t bízta meg egy új kabinet alakításával, amelyben az miniszterelnökséget és a hadügyminisztériumot vette át. A miniszterelnökséget 1875 márciusában átengedte Louis Buffet-nek, de hadügyminiszternek megmaradt 1876. augusztus 16-ig, hogy a hadsereg újjászervezését keresztülvihesse. 1876 végén beválasztották a szenátusba. 1878-ban a 11. nantes-i hadtest parancsnokává nevezték ki. 1880-ban sajtóperbe keveredett, ennek során napvilágra került viszonya egy Kaulla nevű, német kémnővel. Habár az esküdtek kötelességmulasztásban egyáltalán nem találták őt bűnösnek, de a sikkasztás vádja bebizonyosodott, és Cissey-t lemondásra kényszerítették.

## Kapcsolódó szócikk
- Franciaország miniszterelnökeinek listája

| Elődje: Albert de Broglie | Franciaország kormányfője 1874. május 22. – 1875. március 10. | Utódja: Louis Buffet |